# Gomārān
Gomārān (persiska: گُمارون, گماران, گَمَران, Gomārūn) är en ort i Iran.   Den ligger i provinsen Bushehr, i den centrala delen av landet, 700 km söder om huvudstaden Teheran. Gomārān ligger 53 meter över havet och antalet invånare är 261.
Terrängen runt Gomārān är platt åt sydväst, men åt nordost är den kuperad. Runt Gomārān är det ganska glesbefolkat, med 40 invånare per kvadratkilometer. Närmaste större samhälle är Bandar-e Ganāveh, 17,9 km sydväst om Gomārān. Trakten runt Gomārān är ofruktbar med lite eller ingen växtlighet.